# Caramuru: A Invenção do Brasil
Caramuru: A Invenção do Brasil és una pel·lícula brasilera de comèdia, dirigida per Guel Arraes i estrenada el 9 novembre de 2001. És una adaptació satírica i esbojarrada del poema èpic Caramuru, escrit el 1781 pel frare i escriptor brasiler Santa Rita Durão.

## Trama
El 1510, en els primers anys de la colonització del Brasil, el vaixell on viatja el pintor portuguès Diogo Álvares naufraga i l'artista arriba a una illa tropical. Allà coneix dues nadiues, les germanes Paraguaçu i Moema, filles del cacic dels tupinambás. Totes dues esdevindran amants de Diogo, qui, d'altra banda, està promès amb una noble francesa de nom Isabelle. El portuguès es guanya el respecte de la tribu, que el bateja com Caramuru (el nom tupí d'un peix de la família dels murènids).
Temps després, arriba un vaixell de colons i Caramuru els convenç per portar-lo de volta a Europa. Paraguaçu aconsegueix marxar amb ell i tots dos tornen a Portugal. L'índia coneix Isabelle i l'haurà de convèncer per poder casar-se amb el pintor.

### Interpretació
Aquesta adaptació cinematogràfica del clàssic de Santa Rita Durão recrea de forma satírica diversos estereotips sobre la història de la colonització i la realitat actual del Brasil. Per exemple, el pare de Paraguaçu és retratat com un home molt divertit, gandul i malandro. Ell aprova la relació entre Caramuru i les seves filles, una mostra del caràcter obert dels brasilers, en contraposició a la reacció que té Isabelle a Lisboa. També es dibuixa als europeus com uns espoliadors que s'aprofiten de la ingenuïtat dels indígenes.

## Producció i repartiment

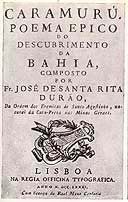
Portada del Caramuru original, escrit per José de Santa Rita Durão (1781).

La TV Globo va emetre l'any 2000 una minisèrie titulada A invenção de Brasil, que va servir de base per la pel·lícula. Caramuru va ser el primer film brasiler enregistrat en alta definició (HDTV).
El repartiment principal de la pel·lícula va ser:
- Selton Mello com a Diogo Álvares Correia
- Camila Pitanga com a Paraguaçu
- Deborah Secco com a Moema
- Tonico Pereira com a Itaparica
- Débora Bloch com a Isabelle
- Luís Melo com a Dom Vasco de Athayde
- Pedro Paulo Rangel com a Dom Jayme
- Diogo Vilela com a Heitor